# Bramall Lane
A Bramall Lane labdarúgó-stadion Sheffieldben, South Yorkshire-ben, ami a Sheffield United otthona. A világ legidősebb stadionja, amiben még máig is tartanak mérkőzéseket.
Az arénát eredetileg krikett-stadionként nyitották meg az utcán, amit a Bramall-családról neveztek el. A család volt a tulajdonosa a The Old White House kocsmának, ami napjainkig is az utca végén áll.
A 19. században a legnagyobb stadion volt a városban és itt rendezték a legfontosabb mérkőzéseket Sheffieldben. Fontos szerepe van a labdarúgás történetében, itt rendezték többek között a világ első labdarúgó-tornájának döntőjét, az első reflektorfénnyel megvilágított találkozót és a sheffieldi és londoni labdarúgó-szövetségek közötti mérkőzéseket is, amik ezek következtében egyesítették szabályaikat. Használta ezek mellett a Sheffield Wednesday és a Sheffield FC is. A csapat 1889-es megalapítása óta a Sheffield United otthona.
A Bramall Lane egyike két stadionnak, amiben rendeztek válogatott találkozókat (ötöt 1930 előtt), egy tesztkrikett mérkőzét és egy FA-Kupa-döntőt (1912-ben, a Barnsley 1–0-ra nyert a West Bromwich Albion ellen) is. 1889 és 1938 között FA-Kupa-elődöntőket is rendeztek a stadionban. 2022-ben otthont adott találkozóknak a női Európa-bajnokságon.
A stadion legmagasabb nézőszáma 68 287 fő volt, az FA-Kupa ötödik fordulójában, a Sheffield United és a Leeds United között, 1936. február 15-én. A Taylor-jelentés megjelenése után nagy felújításokon esett át, befogadóképessége napjainkban 32 050 ülőhely.